# Tổng thống Cộng hòa Séc
Tổng thống Cộng hòa Séc (tiếng Séc: Prezident republikyx) là nguyên thủ quốc gia của Séc và tổng tư lệnh Quân đội Cộng hòa Séc.
Tomáš Garrigue Masaryk, tổng thống đầu tiên của Tiệp Khắc, định hình chức vụ tổng thống sau khi Tiệp Khắc tuyên bố độc lập vào năm 1918. Hiến pháp năm 1920 trao cho tổng thống những quyền hạn lớn và quyền lực chính trị, uy tín của Masaryk tạo điều kiện cho tổng thống tác động đáng kể đến đời sống chính trị của Tiệp Khắc. Hiện tại, tổng thống chủ yếu là một chức vụ nghi lễ với quyền hạn hạn chế. Công việc hàng ngày của chính phủ được giao cho thủ tướng và nhiều quyết định của tổng thống phải có sự tiếp ký của thủ tướng. Tuy nhiên, là người mang cờ hiệu có tiêu ngữ "Chân lý tất thắng" của Séc, tổng thống được coi là nguồn uy tín, quyền lực và thẩm quyền đạo đức quan trọng của chính phủ trong các vấn đề đối nội và đối ngoại. Nơi ở và làm việc chính thức của tổng thống là Lâu đài Praha. Tổng thống thường được nhìn nhận qua lăng kính của quá khứ quân chủ của Séc. Tổng thống vẫn có quyền ân xá, đại xá và giảm nhẹ hình phạt. Tổng thống có quyền phủ quyết dự luật của Quốc hội, có thể bị Hạ viện vô hiệu hóa theo quá nửa tổng số hạ nghị sĩ.
Hiến pháp Séc quy định tổng thống không chịu trách nhiệm về hành vi của mình, trừ phi phạm tội phản quốc hoặc vi phạm nghiêm trọng Hiến pháp. Quốc hội có quyền luận tội tổng thống và tổng thống cbị cách chức nếu bị Tòa án Hiến pháp kết tội. Tổng thống bổ nhiệm thủ tướng, bộ trưởng Nội các, thành viên hội đồng Ngân hàng Quốc gia Séc và đề cử thẩm phán Tòa án Hiến pháp với sự phê chuẩn của Thượng viện cùng những chức danh khác.
Tổng thống được bầu trực tiếp theo hệ thống bầu cử hai vòng. Trước năm 2013, tổng thống được Quốc hội bầu trong một phiên họp liên tịch. Nhiệm kỳ của tổng thống là năm năm. Điều 57 Hiến pháp Séc quy định không ai nào được giữ chức vụ tổng thống quá hai nhiệm kỳ liên tiếp. Petr Pavel là tổng thống đương nhiệm, được bầu trong cuộc bầu cử năm 2023 và nhậm chức vào ngày 9 tháng 3 năm 2023.

## Quyền hạn
Những nhà soạn thảo Hiến pháp Cộng hòa Séc chủ trương thành lập một hệ thống đại nghị với thủ tướng là người đứng đầu chính phủ trên thực tế, còn tổng thống là nguyên thủ quốc gia nghi lễ. Tuy nhiên, tầm vóc lớn của Václav Havel, tổng thống Séc đầu tiên, trao cho tổng thống ảnh hưởng lớn hơn những nhà lập hiến dự định, tuy không mạnh bằng tổng thống Tiệp Khắc.

### Quyền hạn tuyệt đối
Tổng thống sở hữu quyền hạn độc lập trong một số trường hợp quan trọng. Một trong những quyền hạn mạnh nhất của tổng thống là quyền phủ quyết dự luật của Quốc hội. Hạ viện có thể vô hiệu hóa quyền phủ quyết của tổng thống theo quá nửa tổng số hạ nghị sĩ. Loại dự luật duy nhất mà tổng thống không thể phủ quyết là sửa đổi hiến pháp.
Tổng thống cũng có quyền bổ nhiệm những chức danh cao cấp quan trọng, bao gồm thẩm phán Tòa án tối cao, Tòa án Hiến pháp (với sự phê chuẩn của Thượng viện) và thành viên Hội đồng Ngân hàng Quốc gia Séc.

### Quyền hạn hạn chế
Tổng thống có một số quyền hạn chỉ có thể được thực hiện trong những trường hợp nhất định. Ví dụ: tổng thống có quyền giải tán Hạ viện và tổ chức bầu cử Hạ viện mới chậm nhất là 60 ngày nhưng phải theo các điều kiện do hiến pháp quy định.

### Quyền hạn chia sẻ
Nhiều quyền hạn của tổng thống chỉ có thể được thực hiện với tiếp ký của thủ tướng, bao gồm quyết định chính sách đối ngoại, sử dụng quân đội, bổ nhiệm thẩm phán tòa án cấp dưới và ân xá. Ngoại trừ khi Hạ viện bị giải tán vì không tín nhiệm được bất kỳ chính phủ nào, tổng thống chỉ được tổ chức bầu cử Hạ viện và Thượng viện khi có sự đồng ý của thủ tướng.
Tổng thống bổ nhiệm chủ tịch và phó chủ tịch Văn phòng Kiểm toán tối cao theo sự đề cử của Hạ viện, là cơ quan chịu trách nhiệm kiểm toán việc quản lý tài sản nhà nước và thực hiện ngân sách nhà nước, nhưng về mặt pháp lý thì quyết định bổ nhiệm không phải có sự tiếp ký của thủ tướng.

### Quyền miễn trừ
Điều 65(1) Hiến pháp Séc quy định không được giam giữ hoặc xét xử tổng thống về bất cứ hành vi phạm tội hoặc vi phạm hành chính nào trong khi đang đương nhiệm. Tổng thống có thể bị Thượng viện luận tội vì phạm tội phản quốc mà hình phạt là bị bãi nhiệm và cấm ứng cử tổng thống nếu bị Tòa án Hiến pháp kết án.

### Quyền hạn nghi lễ
Nhiều quyền hạn của tổng thống mang tính nghi lễ, nhất là vì tổng thống không thể thực hiện nhiều quyền hạn mà không có sự đồng ý của thủ tướng. Ví dụ: tổng thống là tổng tư lệnh quân đội nhưng không được thực hiện một quyền hạn nào nếu không có sự đồng ý của thủ tướng. Trong các vấn đề chiến tranh, tổng thống chỉ là một người đứng đầu tượng trưng vì hiến pháp trao toàn bộ quyền hạn thực chất đối với việc sử dụng quân đội cho Quốc hội. Trên thực tế, hiến pháp chỉ quy định cụ thể tổng thống bổ nhiệm các tướng lĩnh của quân đội nhưng ngay cả quyền này cũng phải được thực hiện với sự tiếp ký của thủ tướng.
Nhiều quyền hạn nghi lễ của tổng thống không phải do hiến pháp mà là pháp luật quy định, tức là Quốc hội có quyền trao cho tổng thống bất kỳ quyền hạn nào mà Quốc hội cho là phù hợp mà không phải sửa đổi hiến pháp. Ví dụ: Hiến pháp Séc quy định tổng thống quyết định tặng thưởng huân chương, huy chương, danh hiệu vinh dự nhà nước với sự tiếp ký của thủ tướng nhưng Quốc hội đãthông qua luật vào năm 1994 cho phép tổng thống tự quyết định. Đạo luật này còn cho phép tổng thống phân công một người thực hiện buổi lễ tặng thưởng.

## Bầu cử
Cho đến năm 2012, tổng thống được Quốc hội bầu gián tiếp. Tháng 2 năm 2012, Thượng viện thông qua sửa đổi hiến pháp quy định tổng thống được bầu trực tiếp. Sửa đổi hiến pháp được tổng thống ban hành vào ngày 1 tháng 8 năm 2012 sau khi những luật thi hành liên quan được Quốc hội thông qua. Sửa đổi hiến pháp có hiệu lực vào ngày 1 tháng 10 năm 2012.

### Quy trình bầu cử
Nhiệm kỳ của tổng thống là năm năm. Một tân tổng thống sẽ bắt đầu nhiệm kỳ vào ngày tuyên thệ nhậm chức. Người ứng cử tổng thống phải đủ 40 tuổi trở lên. Không ai được giữ chức vụ tổng thống quá hai nhiệm kỳ liên tiếp. Người ứng cử tổng thống phải nộp đơn ứng cử có chữ ký của 50.000 công dân hoặc được 20 hạ nghị sĩ hoặc 10 thượng nghị sĩ đề cử.
Hiến pháp Séc quy định cuộc bầu cử tổng thống được tổ chức từ 30 đến 60 ngày trước khi tổng thống hết nhiệm kỳ với điều kiện là có lệnh bầu cử chậm nhất là 90 ngày trước ngày bầu cử được ấn định. Trong trường hợp tổng thống qua đời, từ chức hoặc bị bãi nhiệm thì cuộc bầu cử tổng thống được tổ chức sớm nhất là 10 ngày sau khi có lệnh bầu cử và chậm nhất là 80 ngày sau khi khuyết tổng thống. Nếu không có ứng cử viên nào nhận được quá nửa số phiếu bầu thì vòng hai được tổ chức giữa hai ứng cử viên có số phiếu bầu cao nhất.
Trong trường hợp tổng thống hết nhiệm kỳ mà chưa bầu xong tổng thống mới hoặc sau 30 ngày từ khi khuyết tổng thống thì nhiệm vụ và quyền hạn của tổng thống sẽ được phân công cho thủ tướng và chủ tịch Hạ viện hoặc chủ tịch Thượng viện nếu Hạ viện bị giải tán tại thời điểm khuyết tổng thống.

### Trước sửa đổi hiến pháp
Trước sửa đổi hiến pháp, Điều 58 Hiến pháp Séc quy định người ứng cử tổng thống phải được 10 hạ nghị sĩ hoặc 10 thượng nghị sĩ đề cử. Mỗi cuộc bầu cử tổng thống có tối đa ba vòng bỏ phiếu. Ở vòng đầu tiên, ứng cử viên phải có quá nửa tổng số phiếu bầu tại Hạ viện và Thượng viện. Hạ viện gồm 200 hạ nghị sĩ, Thượng viện gồm 81 thượng nghị sĩ, nên một ứng cử viên phải có 101 hạ nghị sĩ và 41 thượng nghị sĩ biểu quyết tán thành.
Nếu không có ứng cử viên nào giành được quá nửa tổng số phiếu bầu tại Hạ viện và Thượng viện thì vòng bỏ phiếu thứ hai được tiến hành. Một ứng cử viên cần phải nhận được quá nửa số phiếu bầu của những nghị sĩ có mặt tại thời điểm bỏ phiếu ở Hạ viện và Thượng viện.
Nếu không có ứng cử viên nào đạt được quá nửa số phiếu bầu của những nghị sĩ có mặt ở Hạ viện và Thượng viện thì cần phải bỏ phiếu vòng thứ ba. Vòng bỏ phiếu thứ ba được tiến hành chậm nhất là 14 ngày sau vòng đầu tiên. Hạ viện và Thượng viện họp liên tịch và ứng cử viên phải giành được quá nửa số phiếu bầu tại phiên họp liên tịch, tức 141 phiếu bầu. Nếu không có ứng cử viên nào giành chiến thắng trong vòng thứ ba thì phải tiến hành một cuộc bỏ phiếu khác tại phiên họp liên tịch tiếp theo của Quốc hội. Quốc hội tiếp tục bỏ phiếu cho đến khi có một ứng cử viên trúng cử.

## Hết nhiệm kỳ
Tổng thống hết nhiệm kỳ trong những trường hợp sau đây:
1. Tổng thống qua đời.
2. Tổng thống từ chức bằng cách thông báo cho chủ tịch Thượng viện.[37]
3. Tổng thống không làm việc được được vì "lý do nghiêm trọng" theo nghị quyết liên tịch của Thượng viện và Hạ viện.[33] Tuy nhiên, tổng thống có thể kháng cáo lên Tòa án Hiến pháp để hủy bỏ nghị quyết này.[38]
4. Tổng thống bị Thượng viện luận tội vì phạm tội tội phản quốc và bị Tòa án Hiến pháp kết án.[38]

## Kế nhiệm
Trong trường hợp tổng thống không làm việc được hoặc khuyết tổng thống thì chủ tịch Hạ viện và thủ tướng thực hiện nhiệm vụ của tổng thống. Trong trường hợp Hạ viện bị giải tán thì chủ tịch Thượng viện thực hiện nhiệm vụ của tổng thống, kể cả việc tổ chức bầu cử Hạ viện ngay cả khi Hạ viện không bị giải tán.

## Biểu tượng chức vụ

### Nhạc hiệu tổng thống
Kể từ Tổng thống Tiệp Khắc Tomáš Garrigue Masaryk, nhạc hiệu của tổng thống là khúc mở đầu vở nhạc kịch Libuše của Bedřich Smetana, biểu tượng của lòng yêu nước của nhân dân Séc trong thời kỳ Phục hưng dân tộc Séc tại Đế quốc Áo-Hung.

### Huy hiệu
Chức vụ tổng thống có các biểu tượng do Quốc hội quy định mà tiêu biểu là lá cờ tổng thống. Tiêu ngữ của tổng thống là tiêu ngữ của Séc: "Chân lý tất thắng" (Pravda vítězí).
Là chủ sở hữu trên danh nghĩa của Lâu đài Praha, tổng thống quyết định huy hiệu của tổ chức đó, bao gồm thiết kế đặc biệt của Vệ binh Lâu đài Praha, một đơn vị đặc biệt của Quân đội Cộng hòa Séc thuộc thẩm quyền của Văn phòng Quân sự Tổng thống Cộng hòa Séc, trực thuộc tổng thống.
Hơn nữa, tổng thống có quyền đeo hai huân chương cao quý nhất của Séc, Huân chương Sư tử trắng và Huân chương Tomáš Garrigue Masaryk, trong suốt nhiệm kỳ của mình cũng như là người tặng thưởng hai huân chương này. Theo thông lệ, Quốc hội cho phép một nguyên tổng thống giữ hai huân chương này với điều kiện sẽ trả lại huân chương cho Nhà nước sau khi qua đời.

### Nơi ở

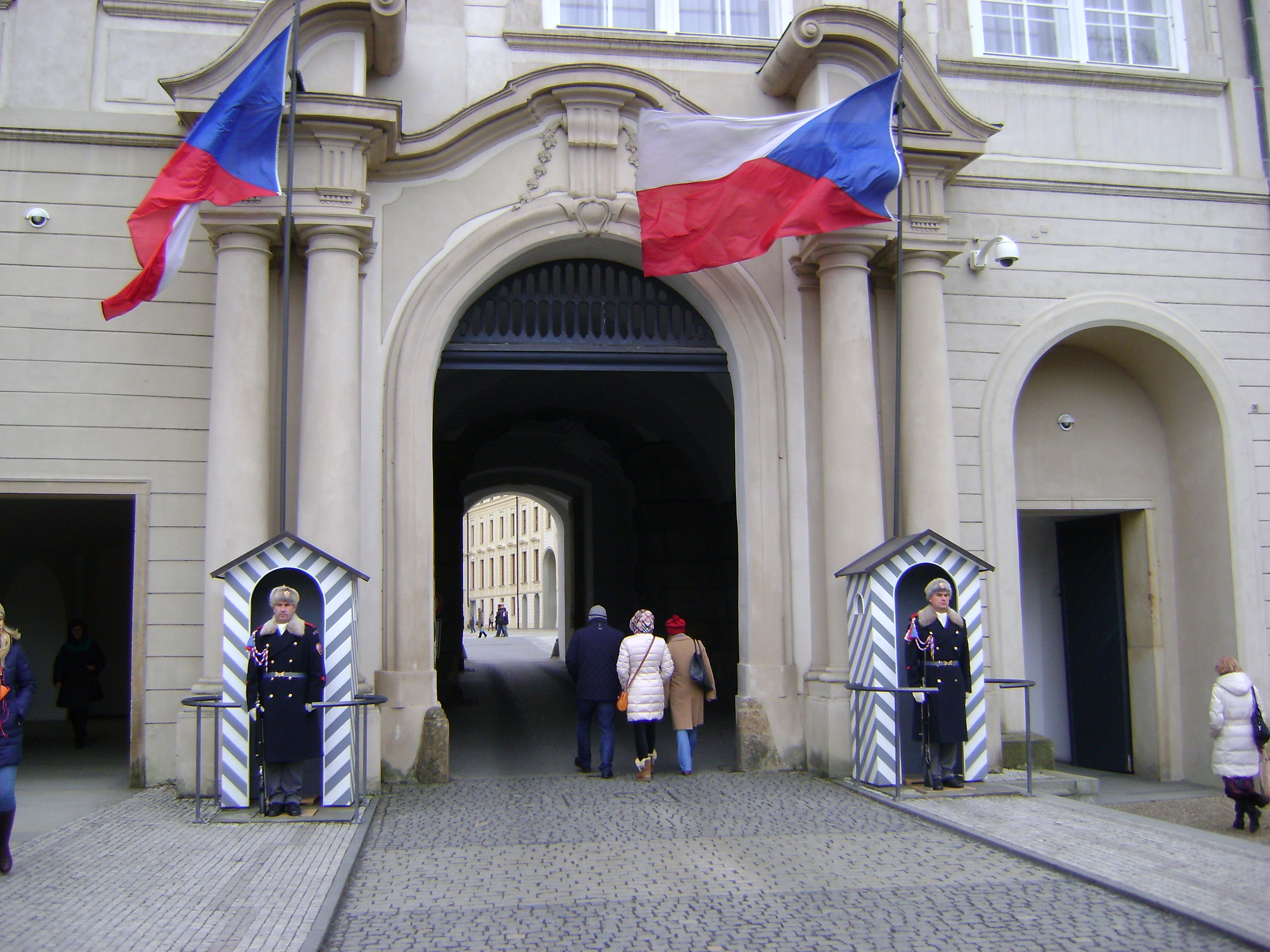
Lối vào Lâu đài Praha, nơi ở và làm việc chính thức của tổng thống.

Nơi ở và làm việc chính thức của tổng thống là Lâu đài Praha. Tổng thống cũng có một biệt thự tại Lány, cách Praha 35 km về phía tây.